# Ekseption
Ekseption byla nizozemská rocková skupina, aktivní od roku 1967 do 1989, hrající převážně instrumentální progresivní rock a klasický rock.

## Historie
Skupina Ekseption vznikla z vysokoškolské skupiny The Jokers, kterou založil van den Broek v roce 1958. Poté změnili název na The Incrowd (podle písně Ramsey Lewise The 'In' Crowd) před tím, než zjistili, že název už někdo používá. Nakonec se v roce 1967 název skupiny ustálil na jménu Ekseption. Skupina hrála jazz, pop a R&B, ale v roce 1969, krátce po co přišel do skupiny klávesista Rick van der Linden, byli ovlivněni koncertem skupiny The Nice a van der Linden se rozhodl soustředit na rockovou re-interpretaci děl klasické hudby. Most of their subsequent albums contain both original songs and re-interpreted classical pieces.
Brzy se stalo zřejmým, že se van der Linden chopil vedení skupiny a také se k tomu při tiskovém interview u příležitosti vydání alba Ekseption 5 otevřeně přiznal. Po vydání alba Trinity v roce 1973, byl ostatními členy skupiny požádán, aby ze skupiny odešel a tak na podzim téhož roku založil novou skupinu Trace. Nahradil ho klávesista Hans Jansen. Jansen vedl Ekseption jazzovějším směrem, ale vydání dalších dvou LP původních skladeb a jejich neúspěšný prodej způsobil v roce 1976 rozpad skupiny.  Později téhož roku van der Linden založil skupinu Spin, které pak vydala další dvě alba, ale bez úspěchu. V roce 1978 se skupiny Trace a Spin spojily a vznikla tak znovu skupina Ekseption. Pravidelná setkání (s novými členy) byla pořádaná až do van der Lindenvy smrti v roce 2006.

## Členové skupiny
| - Rein van den Broek – trubka, křídlovka (1967-1989) - Rick van der Linden – klávesy (1969–1973, 1978–1981) - Cor Dekker – baskytara (1969–1975) - Peter de Leeuwe – bicí, zpěv (1969, 1971–1972) - Rob Kruisman – saxofony, flétna, zpěv (1969) - Huib van Kampen – sólova kytara, tenor saxofon (1969) - Dennis Whitbread (též Withbread - vlastním jménem Dennis Witbraad) – bicí (1970) - Dick Remelink – saxofony, flétna (1970–1972) - Michel van Dijk – zpěv (1970) (později Alquin) - Linda van Dyck – zpěv (1970) - Erik van Lier – trombon, tuba (1970) - Tony Vos – saxophony (1969–1971) - Steve Allet (vlastním jménem Koen Merkelbach) – zpěv (1970) - Jan Vennik – saxofony, flétna (1973–1979) - Pieter Voogt – bicí (1973–1975) - Hans Jansen (celým jménem Johannes J. Jansen) – klávesy (1974–1977) - Hans Hollestelle – kytara (1974–1976) | - Max Werner – bicí (1981) - Johan Slager – baskytara, kytara (1981) - Jan Hollestelle – baskytara, syntetizér, cello (1976) - Frans Muys van de Moer – baskytara (1989–1993) - Cees Kranenburg – bicí, perkusy (1976) - Inez van der Linden – zpěv (2003) - Mark Inneo – bicí (2003) - Bob Shields – kytara (2003) - Meredith Nelson – baskytara (2003) - Peter Tong – klávesy (2003) Spin (1976–1977) - Rein van den Broek – trumpeta - Jan Vennik – saxofon, flétna - Hans Jansen – klávesy - Hans Hollestelle – kytara - Kees Kranenburg – bicí - Jan Hollestelle – baskytara |

## Diskografie

### Studiová alba
- Ekseption (1969)
- Beggar Julia's Time Trip (1970)
- Ekseption 3 (1970)
- Ekseption 00.04 (1971)
- Ekseption 5 (1972)
- Trinity (1973)
- Bingo (1974)
- Mindmirror (1975)
- Back to the Classics (1976)
- Spin (1976)
- Whirlwind (1977)
- Ekseption '78 (1978)

### Kompilace, koncertní alba, reunion alba
- Ekseptional Classics - the Best of Ekseption (1973)
- Ekseption Witte Album
- Motive
- Greatest Hits - Classics (1975)
- Best of Ekseption
- Classic in Pop
- Pop Lions
- Reflection (1976)
- Ekseption Live at Idssteiner Schloss (1978)
- Past and Present (1983)
- Ekseption Plays Bach (1989)
- Greatest Hits (1990)
- With Love From Ekseption (1993)[5]
- The 5th: Greatest Hits (1998)
- The Reunion (1994, live)[6]
- Selected Ekseption (1999)
- With a smile (2000)
- Air (2001)
- The Best from Classics (2001)
- The Best of Ekseption (2002)
- The Universal Master Collection (2003)
- Live in Germany (2003)
- 3 Originals (2004)
- Rick van der Linden: An Ekseptional Trace (2007)
- The Last Live Concert Tapes (2009)
- Hollands Glorie (2009)

### Video
- The Story of Ekseption (DVD, PAL format, 2010)